# La Calerita, Guanajuato
La Calerita är en ort i Mexiko.   Den ligger i kommunen Pénjamo och delstaten Guanajuato, i den centrala delen av landet, 300 km väster om huvudstaden Mexico City. La Calerita ligger 1 676 meter över havet och antalet invånare är 155.
Terrängen runt La Calerita är platt söderut, men norrut är den kuperad. Runt La Calerita är det ganska tätbefolkat, med 104 invånare per kvadratkilometer. Närmaste större samhälle är La Piedad Cavadas, 6,0 km sydväst om La Calerita. Trakten runt La Calerita består till största delen av jordbruksmark.